# ジュリオ・クローヴィオ
ジュリオ・クローヴィオ（Giulio Clovio、修道士となる前の名はGiorgio Clovio 、1498年 - 1578年1月5日）はイタリアの画家である。挿絵付き写本の装飾画（ミニアチュール）の画家として知られている。

## 略歴
現在のクロアチアのプリモリェ＝ゴルスキ・コタル郡のGrižane-Belgradという村に生まれた。1516年にイタリアに移り、後に枢機卿になるヴェネツィア貴族のマリノ・グリマーニ(Marino Grimani)の使用人になり、画家としての訓練をうけた。ヴェネツィアやフィレンツェ、ローマで働き、ローマでジュリオ・ロマーノ(1499-1545)に学んだとされる。
1523年にブダに移り、ハンガリー王国の国王ラヨシュ2世に仕えたが、1526年に国王がオスマン帝国との戦いで戦死すると、その年イタリアに戻った。1528年にマントヴァ近くの修道院に入り、名前をジュリオと改めた。けがをして治療のためにパドヴァ近くの修道院に移り、そこで写本の装飾画を得意とするジローラモ・ダイ・リブリ(Girolamo dai Libri: 1474-1555)のもとで学ぶことになった。1531年から再びマリノ・グリマーニのために働いた。
1539年から亡くなるまではローマで枢機卿アレッサンドロ・ファルネーゼのために働き、1561年まではべつの貴族たちのためにミニアチュールも描いた。ミケランジェロやジョルジョ・ヴァザーリと友人であり、1550年代にはピーテル・ブリューゲルとも協力した。晩年は有名な画家エル・グレコのパトロンとなり、1571年にエル・グレコが描いた『ジュリオ・クローヴィオの肖像』は現在はナポリのカポディモンテ美術館に収蔵されている。

## 名前の表記について
グローヴィオのラテン語名はGeorgius Iulius Clovius、南スラブ生まれであることから Crovatinusや Illiricus、 Macedonusとも作品に署名した。クロアチア語での表記は　Julije Klovićである。

## 作品

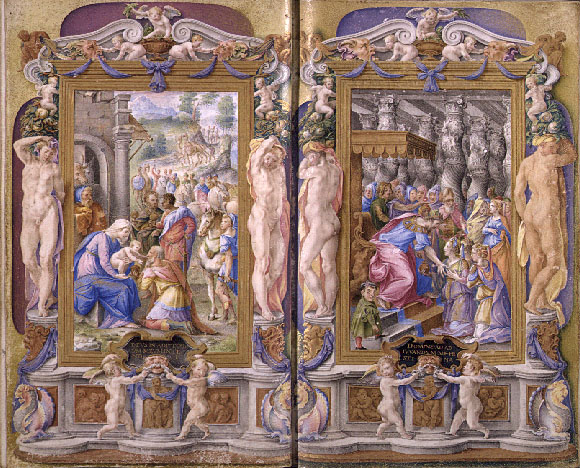
「ファルネーゼの時祷書」
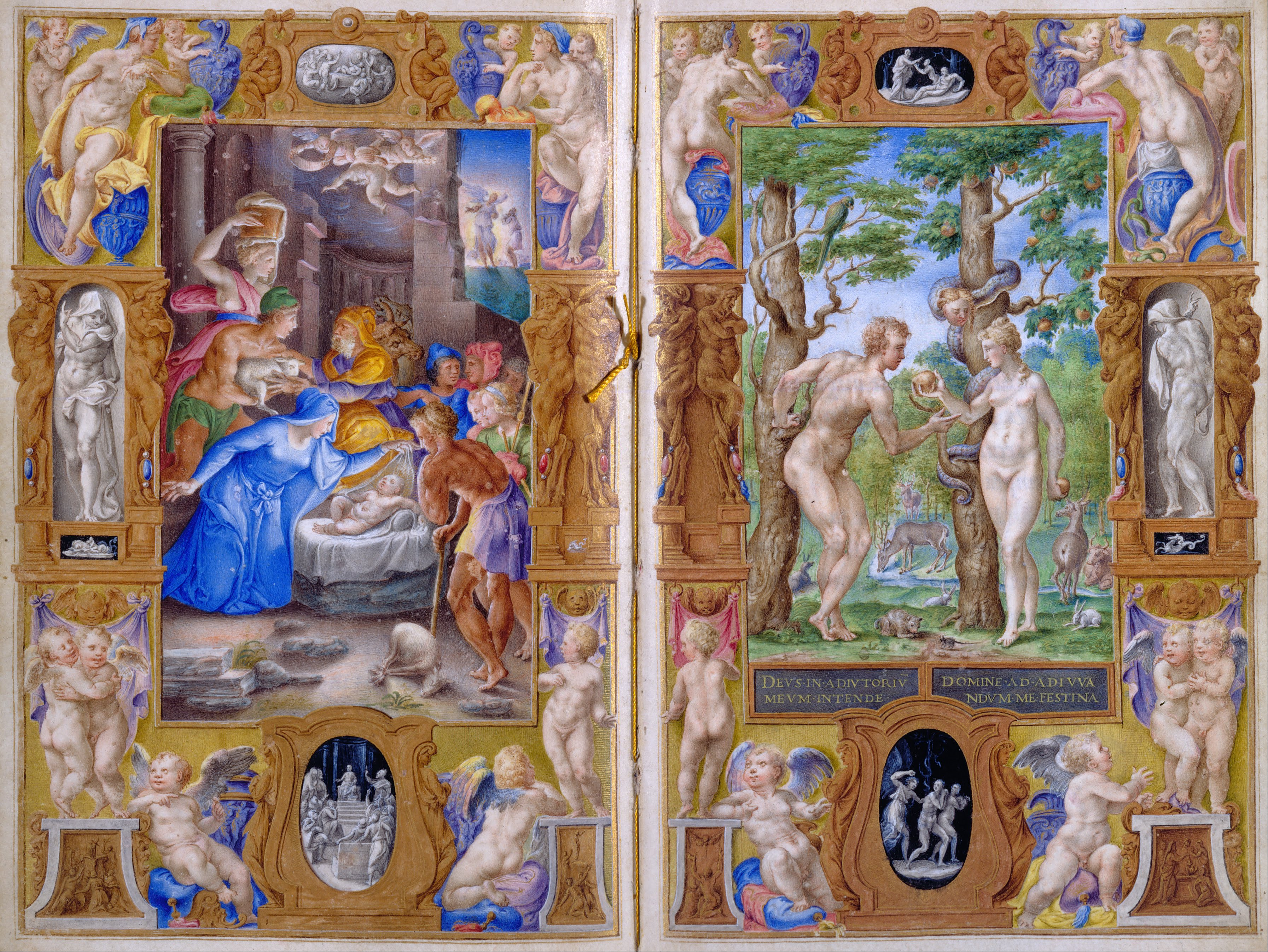
「ファルネーゼの時祷書」

### Artikel in Lexika
- Michaela Krieger: Clovio, Giulio, in: Allgemeines Künstlerlexikon, Band 19, 1998 (ISBN 3-598-22759-0)
- Kruno Prijatelj: Clovio, Giorgio Giulio. In: Alberto M. Ghisalberti (Hrsg.): Dizionario Biografico degli Italiani (DBI). Band 26: Cironi–Collegno. * Istituto della Enciclopedia Italiana, Rom 1982.
- Lucinda Hawkins Collinge: Clovio, Giulio. In: Grove Dictionary of Art, Band 7, 1996

### Monographien
- Giorgio Vasari: Die Leben der ausgezeichneten Gemmenschneider, Glas- und Miniaturmaler Valerio Belli, Guillaume de Marcillat und Giulio Clovio (1550/1568). Hrsg., kommentiert und eingeleitet von Anja Zeller. Klaus Wagenbach, Berlin 2006, ISBN 3-8031-5030-2.
- Ivan Kukuljević-Sakcinski: Leben des G. Julius Clovio. Ein Beitrag zur slawischen Kunstgeschichte. 1852
- John W. Bradley: The life and works of Giorgio Giulio Clovio, miniaturist. With notes of his contemporaries, and of the art of book decoration in the sixteenth century. 1891.
- Elena M. Calvillo: Imitation and invention in the service of Rome: Giulio Clovio's works for cardinals Marino Grimani and Alessandro Farnese. Diss. Baltimore 2003 (Microfiche).
- Milan Pelc, Višnja Flego (2009). "KLOVIĆ, Juraj Julije". Hrvatski biografski leksikon (クロアチア語). 2021年7月30日閲覧。